# NSWRL 1975
Die NSWRL 1975 war die 68. Saison der New South Wales Rugby League Premiership, der ersten australischen Rugby-League-Meisterschaft. Den ersten Tabellenplatz nach Ende der regulären Saison belegten die Eastern Suburbs Roosters. Diese gewannen im Finale 38:0 gegen die St. George Dragons und gewannen damit die NSWRL zum 11. Mal.

## Tabelle
|      | Team                          | Spiele | Siege | Unent. | Ndlg. | Spiel- punkte | Diff. | Tabellen- punkte |
| ---- | ----------------------------- | ------ | ----- | ------ | ----- | ------------- | ----- | ---------------- |
| 01.  | Eastern Suburbs Roosters      | 22     | 20    | 0      | 2     | 431:198       | + 233 | 40               |
| 02.  | Manly-Warringah Sea Eagles    | 22     | 15    | 0      | 7     | 439:314       | + 125 | 30               |
| 03.  | St. George Dragons            | 22     | 12    | 2      | 8     | 341:294       | + 47  | 26               |
| 04.  | Canterbury-Bankstown Bulldogs | 22     | 11    | 2      | 9     | 330:287       | + 43  | 24               |
| 05.  | Western Suburbs Magpies       | 22     | 10    | 2      | 10    | 365:289       | + 76  | 21*              |
| 06.  | Parramatta Eels               | 22     | 10    | 1      | 11    | 391:373       | + 18  | 21               |
| 07.  | Balmain Tigers                | 22     | 10    | 1      | 11    | 288:357       | - 69  | 21               |
| 08.  | Cronulla-Sutherland Sharks    | 22     | 9     | 1      | 12    | 370:375       | - 5   | 19               |
| 09.  | North Sydney Bears            | 22     | 9     | 0      | 13    | 322:414       | - 92  | 18               |
| 010. | Newtown Jets                  | 22     | 7     | 2      | 13    | 349:422       | - 73  | 16               |
| 011. | Penrith Panthers              | 22     | 7     | 1      | 14    | 312:452       | - 140 | 15               |
| 012. | South Sydney Rabbitohs        | 22     | 6     | 0      | 16    | 298:461       | - 163 | 12               |

- Western Suburbs wurde ein Punkt abgezogen, weil sie während eines Spiels die Auswechselregeln verletzten.

## Playoffs

### Ausscheidungsplayoffs
| 26. August | Parramatta Eels | 18 : 13 | Western Suburbs Magpies | Sydney Cricket Ground, Sydney Zuschauer: 9.920 Schiedsrichter: Greg Hartley |
| 26. August | Bericht         |         |                         | Sydney Cricket Ground, Sydney Zuschauer: 9.920 Schiedsrichter: Greg Hartley |

| 28. August | Parramatta Eels | 19 : 8 | Balmain Tigers | Sydney Cricket Ground, Sydney Zuschauer: 19.914 Schiedsrichter: Laurie Bruyeres |
| 28. August | Bericht         |        |                | Sydney Cricket Ground, Sydney Zuschauer: 19.914 Schiedsrichter: Laurie Bruyeres |

- Die Spiele fanden statt, da Parramatta, Western Suburbs und Balmain punktgleich waren.

### Ausscheidungs/Qualifikationsplayoffs
| 30. August | St. George Dragons | 10 : 3 | Manly-Warringah Sea Eagles | Sydney Cricket Ground, Sydney Zuschauer: 23.492 Schiedsrichter: Laurie Bruyeres |
| 30. August | (10:0) Bericht     |        |                            | Sydney Cricket Ground, Sydney Zuschauer: 23.492 Schiedsrichter: Laurie Bruyeres |

| 31. August | Parramatta Eels | 6 : 5 | Canterbury-Bankstown Bulldogs | Sydney Sports Ground, Sydney Zuschauer: 19.312 Schiedsrichter: Gary Cook |
| 31. August | (4:5) Bericht   |       |                               | Sydney Sports Ground, Sydney Zuschauer: 19.312 Schiedsrichter: Gary Cook |

| 6. September | St. George Dragons | 8 : 5 | Eastern Suburbs Roosters | Sydney Cricket Ground, Sydney Zuschauer: 28.851 Schiedsrichter: Laurie Bruyeres |
| 6. September | (4:5) Bericht      |       |                          | Sydney Cricket Ground, Sydney Zuschauer: 28.851 Schiedsrichter: Laurie Bruyeres |

| 7. September | Manly-Warringah Sea Eagles | 22 : 12 | Parramatta Eels | Sydney Cricket Ground, Sydney Zuschauer: 26.109 Schiedsrichter: Gary Cook |
| 7. September | (16:7) Bericht             |         |                 | Sydney Cricket Ground, Sydney Zuschauer: 26.109 Schiedsrichter: Gary Cook |

### Halbfinale
| 13. September | Eastern Suburbs Roosters | 28 : 13 | Manly-Warringah Sea Eagles | Sydney Cricket Ground, Sydney Zuschauer: 31.645 Schiedsrichter: Laurie Bruyeres |
| 13. September | (19:2) Bericht           |         |                            | Sydney Cricket Ground, Sydney Zuschauer: 31.645 Schiedsrichter: Laurie Bruyeres |

### Grand Final
| 20. September | Eastern Suburbs Roosters                                                                   | 38 : 0        | St. George Dragons | Sydney Cricket Ground, Sydney Zuschauer: 63.047 Schiedsrichter: Laurie Bruyeres |
| 20. September | Versuche: Brass (2), Mayes (2), Beetson, Mackay, Pickett, Schubert Erhöhungen: Peard (7/8) | (5:0) Bericht |                    | Sydney Cricket Ground, Sydney Zuschauer: 63.047 Schiedsrichter: Laurie Bruyeres |

| 1                  | Ian Schubert     |
| 2                  | Bruce Pickett    |
| 3                  | John Brass       |
| 4                  | John Rheinberger |
| 5                  | Bill Mullins     |
| 6                  | John Peard       |
| 7                  | Johnny Mayes     |
| 8                  | Ian Mackay       |
| 9                  | Elwyn Walters    |
| 18                 | Grant Hedger     |
| 11                 | Arthur Beetson   |
| 12                 | Ron Coote        |
| 13                 | Kevin Stevens    |
| Auswechselspieler: |                  |
| 9                  | Barry Reilly     |
| 19                 | Des O’Reilly     |

| 1                  | Graeme Langlands |
| 2                  | Paul Mills       |
| 3                  | Roy Ferguson     |
| 4                  | Ted Goodwin      |
| 5                  | John Chapman     |
| 6                  | John Bailey      |
| 7                  | Billy Smith      |
| 8                  | Barry Beath      |
| 9                  | Steve Edge       |
| 10                 | Henry Tatana     |
| 11                 | Peter Fitzgerald |
| 12                 | Robert Stone     |
| 13                 | Lindsay Drake    |
| Auswechselspieler: |                  |
| 14                 | Robert Finch     |
| 15                 | Bruce Starkey    |